# Наблюдательная станция Чима-Экар
Наблюдательная станция Азиаго Чима-Экар — наблюдательная станция обсерватории Азиаго, основанная в 1973 году в 4 км восточнее Азиаго (Италия). Обсерватория принадлежит Национальному институту астрофизики и управляется обсерваторией Падуи и Падуанским университетом.

## История обсерватории
Инициатором создания обсерватории является Леонида Розино.

## Инструменты обсерватории
- Телескоп им. Коперника — 182-см рефлектор, кассегреновский фокус: f/9. Введен в строй в 1973 году — крупнейший телескоп в Италии.
- 40/50-см системы Шмидта — в настоящее время заброшен
- 67/92-см системы Шмидта (F=215 см, f/3,2) — крупнейший телескоп в Италии подобного типа

## Направления исследований
- Поиск астероидов
- Сверхновые звезды

## Основные достижения
- Данной наблюдательной станции также присвоен код Центра малых планет «209» для программы поиска астероидов «астероидный обзор Азиаго-DLR» (ADAS). В ходе реализации этой программы в обсерватории поработали: Andrea Boattini, Flavio Castellani, Giuseppe Forti, Vittorio Goretti, Ulisse Munari и Maura Tombelli. Они открыли более 120 астероидов. Работа велась на 67/92-см Шмидте.

## Интересные факты
- В 3,8 км к северо-западу от наблюдательной станция Чима-Экар расположена Астрофизическая обсерватория Азиаго